# توماس پرسیوال
توماس پرسیوال (به انگلیسی: Thomas Percival) (زاده ۱۷۴۰ – مرگ ۱۸۰۴) پزشک و محقق انگلیسی که بخاطر ارائه اولین آیین‌نامه اخلاق پزشکی معروف شده‌است. او در سال ۱۷۹۴ رساله‌ای را که دارای یک کد بود مطرح کرد و در سال ۱۸۰۳ نسخه‌ای جامع و گسترده را در مورد اخلاق پزشکی، یا کدی مربوط به انجمن‌ها و موسسه‌های علمی و قواعد اخلاقی، پذیرفته شده برای اعمال و رفتار حرفه‌ای پزشکان و جراحان که در آن، عبارت اخلاق پزشکی را ابداع کرده بود " به نگارش درآورد. او همچنین یک مبارز کهنه‌کار پیشگام برای انجام اقدامات بهداشت عمومی و مقررات در کارخانه منچستر بود.

## زندگی
توماس پرسیوال در منطقه وارینگتون لنکشایر از پدر و مادری به نام ژوزف و مارگارت پرسیوال به دنیا آمد و وقتی که ۳ ساله بود هردو والدینش را از دست داد، بنابراین خواهر بزرگترش مسولیت آموزش و تحصیل اولیه او را به عهده گرفت. وقتی که به اندازه کافی بزرگ شد در یک آکادمی خصوصی در شهر محل تولد خودش مستقر شد. او همچنین اوقات فراغتش را در یک مدرسه زبان رایگان سپری کرد. در سال ۱۷۵۷، بعنوان دانش آموز سال اول در آکادمی وارینگتون ثبت نام کرد. بعد از رسیدن به یک شهرت قابل قبول در مطالعات علوم الهی، در سال ۱۷۶۱ به ادینبورگ نقل مکان کرد (وی بعنوان یک فرد مخالف نمی‌توانست در یک دانشگاه انگلیسی حضور داشته باشد). در سال ۱۷۶۵ مدرک فوق لیسانس خود را دریافت نمود و در همان سال از طریق سفارش دوست و حامی‌اش Lord Willoughby de Parham بعنوان یکی از پیروان جامعه سلطنتی درآمد.
توماس بعنوان یک فرد اخلاق گرا و اصلاح طلب بریتانیایی، تحصیلکرده در ادینبورگ و سپس بعنوان یکی از اعضای برجسته و مهم جامعه فلسفی و ادبی منچستر، جایگاه مهمی را در تاریخ علم بیماری‌های مسری بخاطر تجزیه و تحلیلش پیرامون فهرست میزان مرگ و میرهای سال‌های ۱۷۷۲ تا ۱۷۷۶ و کد اخلاق پزشکی‌اش به خود اختصاص داده‌است. مورد آخری در ابتدا به‌صورت خصوصی بعنوان یک کتاب در مورد فقه و حقوق الهی در سال ۱۹۷۴ منتشر شد و سپس بعنوان نتیجه دیدگاه‌ها و نظرات درخواستی از سوی همکاران در یک قالب جامع با تغییری در عنوان کتاب (اصول اخلاق پزشکی) در سال ۱۸۰۳ چاپ شد. از طرف درمانگاه سلطنتی منچستر از پرسیوال خواسته شد تا در یک نشست داخلی این درمانگاه را همراهی کند و به‌طور اختصاصی با بخش‌هایی که در میان شاخه‌های مختلف این حرفه مطرح شده بودند – پزشکان، جراحان و داروسازان با سوابق تحصیلی و آموزشی مختلف، ارتباط پیدا کند (به ترتیب دانشگاه، بیمارستان و دوره کارآموزی). اما او صرفاً «خودش را درگیر روابط بین حرفه‌ای نکرد، او کدی را برای اعمال و رفتار بیماران، چه فقیر چه ثروتمند، در نظر گرفت و نظراتش به سرعت در آمریکا، استرالیا و کانادا مورد قبول واقع شد – در واقع، کد اخلاقی که توسط انجمن پزشکی آمریکایی به تازگی شکل گرفته در سال۱۸۴۷ ارائه شده‌است مستقیماً» از چندین متن این کتاب الهام گرفته‌است.

## اخلاق پزشکی و بهداشت شغلی
همچنین پرسیوال بخاطر فعالیت اولیه اش در مورد بهداشت حرفه‌ای و شغلی معروف شده‌است. او گروهی از پزشکان را برای بررسی و نظارت بر کارخانجات نساجی و پارچه بافی هدایت و مدیریت کرده‌است، گزارشهای این پزشکان باعث معرفی و ارائه قانون و لایحه بهداشت و اصول اخلاقی کارآموزان در سال ۱۸۰۲ گردید. در این قانون تصریح شده‌است که کودکان تنها می‌توانند ۱۲ ساعت در روز کار کنند، دیوارهای محل کار باید شسته شوند و بازدیدکنندگان اجازه دارند برای بازدید به کارخانه‌ها بروند بطوریکه می‌توانند پیشنهادهایی در مورد بهداشت و سلامت افراد بدهند.
اصول اخلاق پزشکی پرسیوال بعنوان منبعی کلیدی برای کد انجمن پزشکی آمریکا (AMA) به کار گرفته شده که در سال ۱۸۴۷ مورد پذیرش واقع گردید. اگرچه این مسئله در شناخت و معرفی پرسیوال کمی اغراق‌آمیز است، اما خود انجمن پزشکی آمریکا می‌گوید:
پس از بقراط، مهم‌ترین میزان سهم و مشارکت را در تاریخچه اخلاق پزشکی غربی توماس پرسیوال که یک پزشک انگلیسی، فیلسوف و نویسنده بود، بدست آمده‌است. در سال ۱۸۰۳، او کتاب کد اخلاق پزشکی‌اش را چاپ و منتشر کرد. شخصیت او و علاقه اش به موضوعات جامعه‌شناسانه و ارتباط نزدیکش با درمانگاه منچستر باعث تهیه و آماده‌سازی یک الگو در مورد اعمال و رفتار حرفه‌ای در ارتباط با بیمارستانها و دیگر موسسه‌های خیریه‌ای شد که آنها از این کد با نام او در مورد مسائل خود استفاده می‌کردند.
همان‌طور که یک کارشناس می‌نویسد: " کد پرسیوال اقتدار و اختیار اخلاقی و عدم وابستگی پزشکان را در جهت خدمت رسانی به دیگران مطرح می‌کند و مقوله ایست که مسئولیت‌پذیری حرفه‌ای را برای مراقبت از بیماران و درمان آن‌ها تأیید می‌کند و احترام و اعتبار افراد را مورد تأکید قرار داده‌است. "